# Kepler-11b
Kepler-11b é um exoplaneta descoberto em órbita da estrela Kepler-11 pela sonda Kepler, uma missão liderada pela NASA para descobrir planetas semelhantes à Terra. Kepler-11b é quatro vezes mais massiva e duas vezes maior que a Terra, mas tem uma menor densidade estimada um pouco mais da metade da Terra, e por isso é mais provável que não tenha composição semelhante à Terra. Kepler-11b é o mais quente dos seis planetas do sistema Kepler-11, e orbita mais de perto à Kepler-11 do que os outros planetas do sistema. Kepler-11b, juntamente com seus cinco colegas, formam o primeiro sistema planetário descoberto com mais de três planetas em trânsito, o sistema planetário mais densamente conhecido. O sistema também é um sistema planetário mais plano já conhecido. A descoberta deste planeta e seus cinco planetas irmãos foi anunciada em 2 de fevereiro de 2011, após investigações de acompanhamento.

## Nomenclatura e descoberta
Kepler-11b é nomeado em duas partes. A primeira parte de seu nome é derivado do fato de que ela orbita a estrela Kepler-11. Conforme a descoberta de Kepler-11b foi anunciada simultaneamente com os outros planetas, Kepler-11b foi dada a designação b porque era o mais próximo dos seis planetas anunciados. A estrela hospedeira, Kepler-11, foi nomeado para a Missão Kepler, como anfitrião de vários eventos de trânsito potenciais sob o nome de KOI-157. O satélite Kepler é um telescópio espacial da NASA que tem a tarefa de descobrir planetas terrestres em trânsito ou que cruzem na frente de suas estrelas hospedeiras, visto da Terra. Esses trânsitos provocam oscilações no brilho da estrela hospedeira; estas alterações podem sugerir a presença de um planeta, o que pode, então, ser verificado por meio de observações de acompanhamento.
Telescópios terrestres na Califórnia, Havaí, Ilhas Canárias, Arizona e Texas, assim como o Telescópio Espacial Spitzer, foram utilizados para conduzir estas observações de acompanhamento e verificar a existência de Kepler-11b. Em particular, a detecção de um efeito de ressonância orbital entre Kepler-11b e Kepler-11c confirmou o achado. A descoberta de Kepler-11b foi anunciada ao público em 2 de fevereiro de 2011. Faz parte do primeiro sistema descoberto com mais de três planetas em trânsito, e também faz parte do sistema mais compacto e plano já descoberto.O sistema planetário de Kepler-11 é o segundo sistema conhecido por ter vários planetas em trânsito, ultrapassando os três planetas confirmados (dois em trânsito) que orbitam a estrela Kepler-9.

## Estrela hospedeira
Kepler-11 é uma estrela como o sol na constelação Cygnus, que tem uma massa de 0.95 (± 0.1) Msol e um raio de 1.1 (± 0.1) Rsol. Em outras palavras, Kepler-11 tem de cerca de 5% menos e 10% mais massa e é mais largo do que o Sol. Metalicidade da estrela é 0 (± 0.1), o que significa que o nível de ferro (e, presumivelmente, outros elementos) da estrela é quase a mesma que a do Sol. Metalicidade desempenha um papel importante nos sistemas planetários, e as estrelas com maior metalicidade são mais propensos a ter planetas detectados em torno deles. Isso pode ser porque a metalicidade maior fornece mais material com o qual se pode construir rapidamente planetas gigantes gasosos ou porque a metalicidade maior aumenta a migração planetária para a estrela hospedeira, tornando o planeta mais fácil de detectar. A estrela tem cinco outros planetas conhecidos em órbita: Kepler-11c, Kepler-11d, Kepler-11e, Kepler-11f e Kepler-11g. Os primeiros cinco planetas no sistema são capazes de caber dentro da órbita do planeta Mercúrio, enquanto a orbita de Kepler-11g é um pouco mais longe.
Kepler-11 tem uma magnitude aparente de 14.2. É muito fraco para ver da Terra a olho nu.

## Características

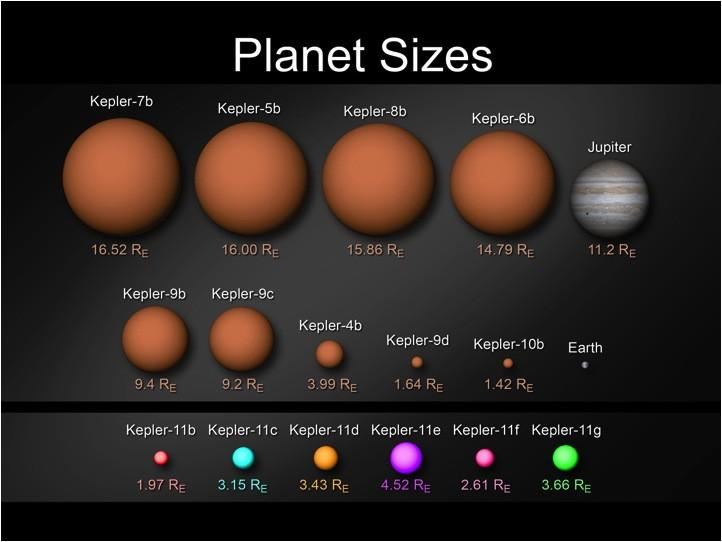
Uma comparação entre os planetas Kepler, em comparação com a Terra e Júpiter. Kepler-11b está em vermelho no canto inferior esquerdo

Kepler-11b está estimado em ter 4.3 a massa da Terra e 1.97 o raio da Terra, tornando mais de quatro vezes a massa e quase duas vezes maior que a Terra. Enquanto o raio de Kepler-11b é bastante conhecido (com um intervalo de probabilidade de raios entre 1.78 e 2.16 de raio terrestre), a massa não é bem restringido, com um intervalo entre 2.3 e 6.5 a massa da Terra. A massa é determinada usando variações de temporização de trânsito de Kepler-11c, e é limitado pela qualidade dos dados. Kepler-11b é o planeta mais próximo da sua estrela hospedeira no sistema planetário Kepler-11. Com uma densidade estimada de 3.1 g/cm3, Kepler-11b é comparável ao da Lua, e é significativamente mais densa do que os gigantes gasosos do sistema solar, mas menos denso do que os planetas terrestres. Sua densidade intermediária sugere que não é de composição semelhante à Terra, mas não deixa de ser composto principalmente de elementos mais pesados que o hélio. Temperatura efetiva do planeta é 900 K, e é, portanto, o mais quente dos planetas descobertos no sistema Kepler-11. Kepler-11b orbita sua estrela-mãe a cada 10.30375 dias a uma distância de .091 AU. O planeta Mercúrio, em comparação, orbita o Sol a cada 87.97 dias a uma distância de .387 AU. Inclinação de Kepler-11b é de 88.5° significa que ele se desvia um pouco em relação ao plano orbital, mas também o faz mais do que os outros cinco planetas com que Kepler-11b foi descoberto.
Kepler-11b e Kepler-11c orbitam Kepler-11 com uma forte ressonância orbital, que gravitacionalmente puxa os planetas em órbitas estáveis na proporção. A relação da ressonância entre Kepler-11b e c é 5:4.